# Retroalimentación de las nubes
La retroalimentación de las nubes es el acoplamiento entre la nubosidad y la temperatura del aire en la superficie, donde un cambio en la temperatura del aire en la superficie conduce a un cambio en las nubes, que luego podría amplificar o disminuir la perturbación de la temperatura inicial. Las retroalimentaciones de las nubes pueden afectar la magnitud de la variabilidad climática generada internamente o pueden afectar la magnitud del cambio climático resultante de los forzamientos radiativos externos.
Se espera que el calentamiento global cambie la distribución y el tipo de nubes. Vistas desde abajo, las nubes emiten radiación infrarroja hacia la superficie y, por lo tanto, ejercen un efecto de calentamiento; vistas desde arriba, las nubes reflejan la luz solar y emiten radiación infrarroja al espacio, ejerciendo así un efecto refrescante. Las representaciones de las nubes varían entre los modelos climáticos globales, y los pequeños cambios en la cubierta de nubes tienen un gran impacto en el clima. Las diferencias en los esquemas de modelado de nubes de la capa límite planetaria pueden conducir a grandes diferencias en los valores derivados de la sensibilidad climática. Un modelo que reduce las nubes de la capa límite en respuesta al calentamiento global tiene una sensibilidad climática dos veces mayor que la de un modelo que no incluye esta retroalimentación. Sin embargo, los datos satelitales muestran que el grosor óptico de las nubes en realidad aumenta con el aumento de la temperatura. Que el efecto neto sea calentamiento o enfriamiento depende de detalles como el tipo y la altitud de la nube; detalles que son difíciles de representar en los modelos climáticos.

## Otros efectos de la retroalimentación en la nube
Además de cómo las propias nubes responderán al aumento de las temperaturas, otras retroalimentaciones afectan las propiedades y la formación de las nubes. La cantidad y distribución vertical del vapor de agua está íntimamente ligada a la formación de nubes. Se ha demostrado que los cristales de hielo influyen en gran medida en la cantidad de vapor de agua. El vapor de agua en la troposfera superior subtropical se ha relacionado con la convección de vapor de agua y hielo. Los cambios en la humedad subtropical podrían proporcionar una retroalimentación negativa que disminuya la cantidad de vapor de agua que, a su vez, actuaría para mediar en las transiciones climáticas globales.
Los cambios en la cobertura de nubes están estrechamente relacionados con otros comentarios, incluidos los comentarios sobre el vapor de agua y el albedo del hielo. Se espera que el cambio climático altere la relación entre el hielo de la nube y el agua de la nube sobreenfriada, lo que a su vez influiría en la microfísica de la nube, lo que daría lugar a cambios en las propiedades radiativas de la nube. Los modelos climáticos sugieren que un calentamiento aumentará la nubosidad fraccional. El albedo del aumento de la nubosidad enfría el clima, lo que da como resultado una retroalimentación negativa; mientras que el reflejo de la radiación infrarroja de las nubes calienta el clima, lo que resulta en una retroalimentación positiva. Se espera que el aumento de las temperaturas en las regiones polares aumente la cantidad de nubes bajas, cuya estratificación impide la convección de la humedad hacia los niveles superiores. Esta retroalimentación cancelaría parcialmente el aumento del calentamiento de la superficie debido a la nubosidad. Esta retroalimentación negativa tiene menos efecto que la retroalimentación positiva. La atmósfera superior cancela con creces la retroalimentación negativa que causa el enfriamiento y, por lo tanto, el aumento de CO2 en realidad está exacerbando la retroalimentación positiva a medida que ingresa más CO2 al sistema. Una simulación de 2019 predice que si los gases de efecto invernadero alcanzan tres veces el nivel actual de dióxido de carbono atmosférico, las nubes estratocúmulos podrían dispersarse abruptamente, contribuyendo a un calentamiento global adicional.

## Retroalimentación de las nubes en el informe del IPCC
Los informes de evaluación del Panel Intergubernamental sobre el Cambio Climático (IPCC) contienen un resumen del estado actual del conocimiento sobre el efecto de la retroalimentación de las nubes en los modelos climáticos. El Cuarto Informe de Evaluación del IPCC (2007) declaró:
En el más reciente, el Quinto Informe de Evaluación del IPCC (2013), los efectos de la retroalimentación de las nubes se analizan en el informe del Grupo de trabajo 1, en el Capítulo 7, «Nubes y aerosoles», con una discusión adicional sobre las incertidumbres en el Capítulo 9, «Evaluación de modelos climáticos». El informe establece que «los estudios de retroalimentación de las nubes señalan cinco aspectos de la respuesta de las nubes al cambio climático que se distinguen aquí: cambios en la altitud de las nubes en los niveles altos, efectos del ciclo hidrológico y cambios en la trayectoria de las tormentas en los sistemas de nubes, cambios en la cantidad de nubes en los niveles bajos , cambios de opacidad (profundidad óptica) inducidos microfísicamente y cambios en las nubes de latitudes altas». La retroalimentación radiativa neta es la suma de las retroalimentaciones de calentamiento y enfriamiento; el resumen ejecutivo establece: "El signo de la retroalimentación radiativa neta debido a todos los tipos de nubes es menos seguro pero probablemente positivo. La incertidumbre en el signo y la magnitud de la retroalimentación de las nubes se debe principalmente a la incertidumbre continua en el impacto del calentamiento en las nubes bajas". Estiman que la retroalimentación de la nube de todos los tipos de nubes es de +0.6 W/m2°C (con una banda de incertidumbre de -0,2 a +2,0), y continúan, "Todos los modelos globales continúan produciendo una red positiva de casi cero a moderadamente fuerte". retroalimentación en la nube".
La sensibilidad climática efectiva estrechamente relacionada ha aumentado sustancialmente en la última generación de modelos climáticos globales. Las diferencias en la representación física de las nubes en los modelos impulsan esta mayor sensibilidad en relación con la generación anterior de modelos.